# 사바티
사바티는 키나발루 산에 위치한 사바 티 가든의 좋은 찻잎으로 만들어진다. 사바티 가든은 1984년 2월 19일에 당시 말레이시아 수상인 마하티르 빈 모하맛이 개장하였다. 1997년, 정부가 민영화 결정을 한 후 이포(Ipoh : 말레이시아의 반도 서남부, 주 중부의 도시로서 주도(州都))에 주사무소를 둔 Yee Lee Corporation Berhad가 Sabah Tea Sdn Bhd와 Desa Tea Sdn Bhd에 대한 총 경영권을 따낸 후 사바티는 더 큰 성장을 할 수 있게 되었다.
사바티 가든은 해수면 위로 2,272피트에 위치하고 있고, 1억 3천만년 된 열대우림이 막고 있어 곤충이 살지 않아 제초제를 사용하지 않는다. 게다가 높은 지리적 이점으로, 항상 봄날씨와 같은 환경이 조성되어 우수한 찻입의 수확에 최적이다.